# Собор Святого Якова (Рига)
Собор святого Якова (латис. Svētā Jēkaba katedrāle, нім. Jakobskirche) — римо-католицький собор у Ризі (Латвія), присвячений святому Якову Великому. Будівля є частиною Старої Риги, включеної до списку Світової спадщини ЮНЕСКО і розташована прямо навпроти Будинку Лівонської дворянської корпорації, сучасного місця засідання Сейму Латвії.

## Історія
Будівлю церкви освятили в 1225 році. Спочатку це не був кафедральний собор, оскільки Ризький собор виконував цю функцію. На початку XV століття каплицю Святого Хреста побудували на південному кінці ранньої готичної церкви, а частину церкви перетворили на базиліку.
У 1522 році під час протестантської Реформації будівля стала другою німецькомовною лютеранською церквою в Ризі. У 1523 році вона стала першою лютеранською церквою з богослужінням латиською мовою.
У 1582 році собор передали єзуїтам у рамках Контрреформації, коли очільник Речі Посполитої Стефан Баторій отримав контроль над Ригою. У 1621 році храм повернули лютеранам після того, як Густав II Адольф зі Швеції окупував Ригу.
У різні часи лютеранське богослужіння в церкві відбувалася шведською мовою, німецькою або естонською. Після російської окупації 1710 р. церкву назвали Коронною церквою, проте релігійні служби німецькою мовою дозволяли продовжувати. У 1812 році війська Наполеона використовували собор як склад для мішків з борошном та інших продовольчих запасів. У цей час, з червня по листопад 1812 р., парафія проводила богослужіння в церкві святого Петра.
У 1901 р. найстаріший бароковий вівтар у Ризі, відомий з 1680 р., замінили новим. Після референдуму про власність церкви в Латвії 1923 року будівлю віддали католикам для використання як їхній собор, оскільки Ризький собор став євангелічно-лютеранським собором. Перша католицька меса відбулася 3 травня 1924 р. католицьким архієпископом Риги Антонійсом Спрінговічсем. Католицьку парафію Святого Якова створив архієпископ Антонійс Спрінговічс 18 квітня 1947 року. Це заснування парафії мало бути національним приходом без певної території, яке складалося з латиських католиків у Ризі та навколо неї, а також англійських та французьких католиків.
Собор відвідав Папа Римський Іван Павло II у 1993 році та Папа Римський Франциск у 2018 році.

## Галерея

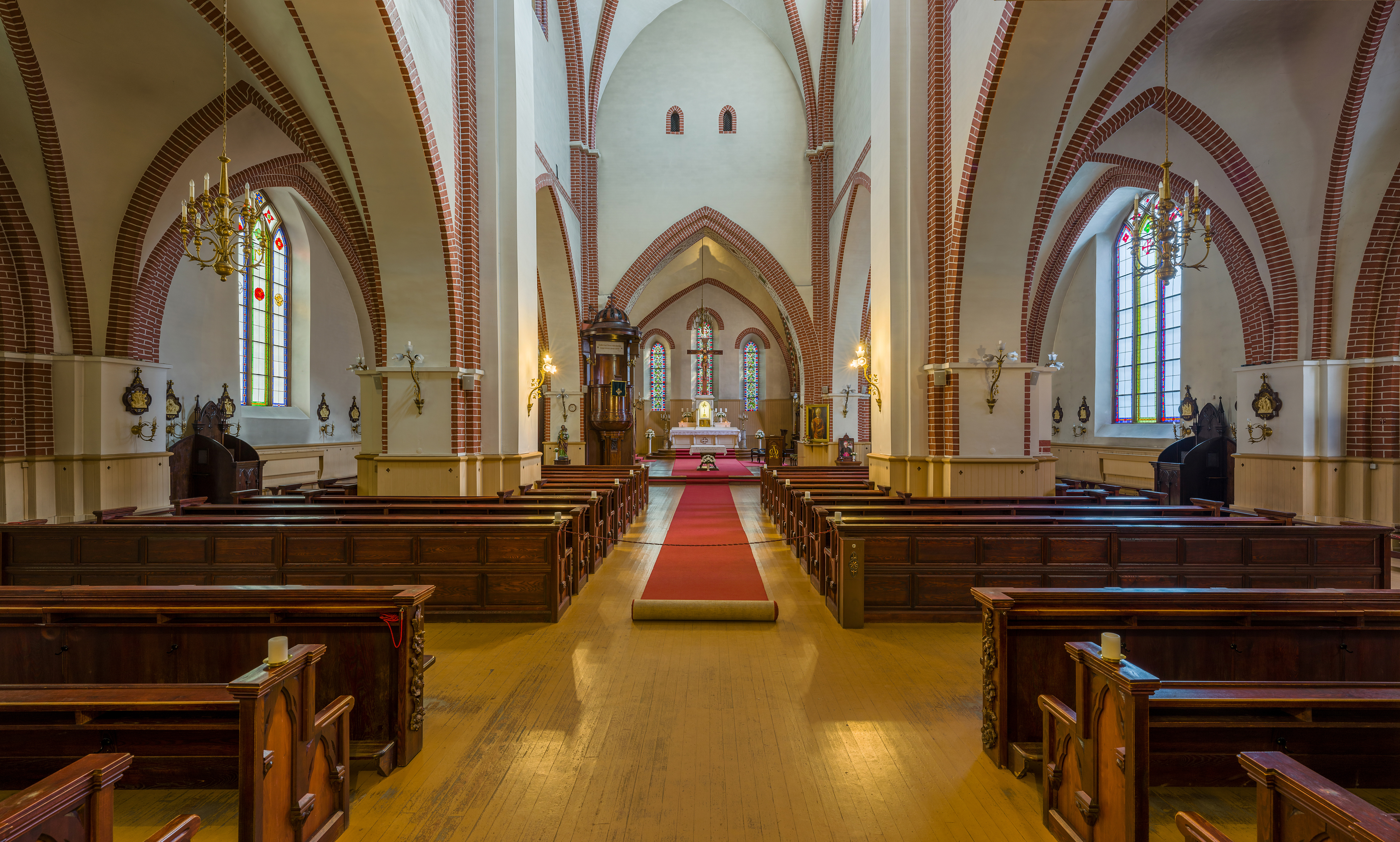
Інтер'єр собору
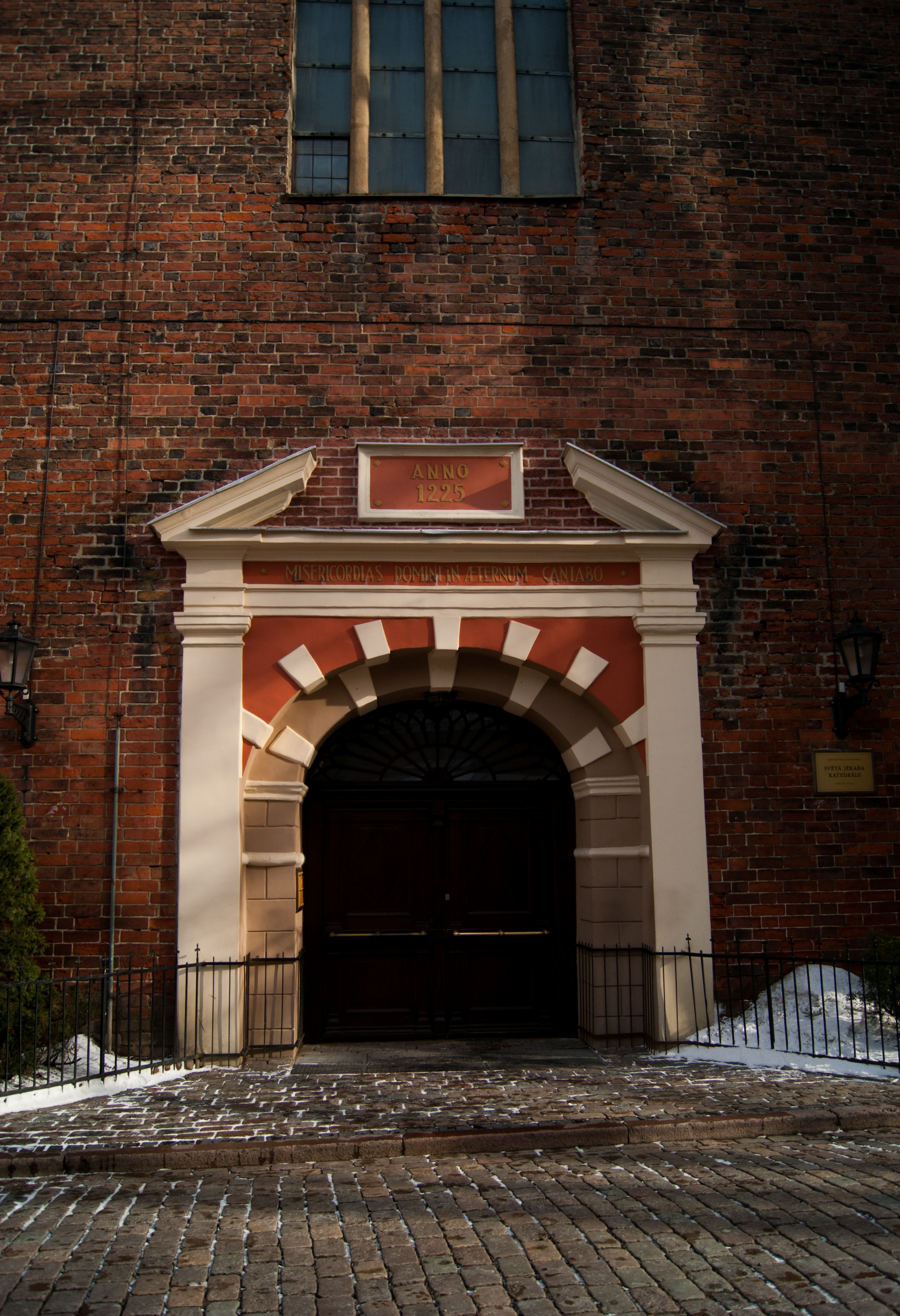
Фасад
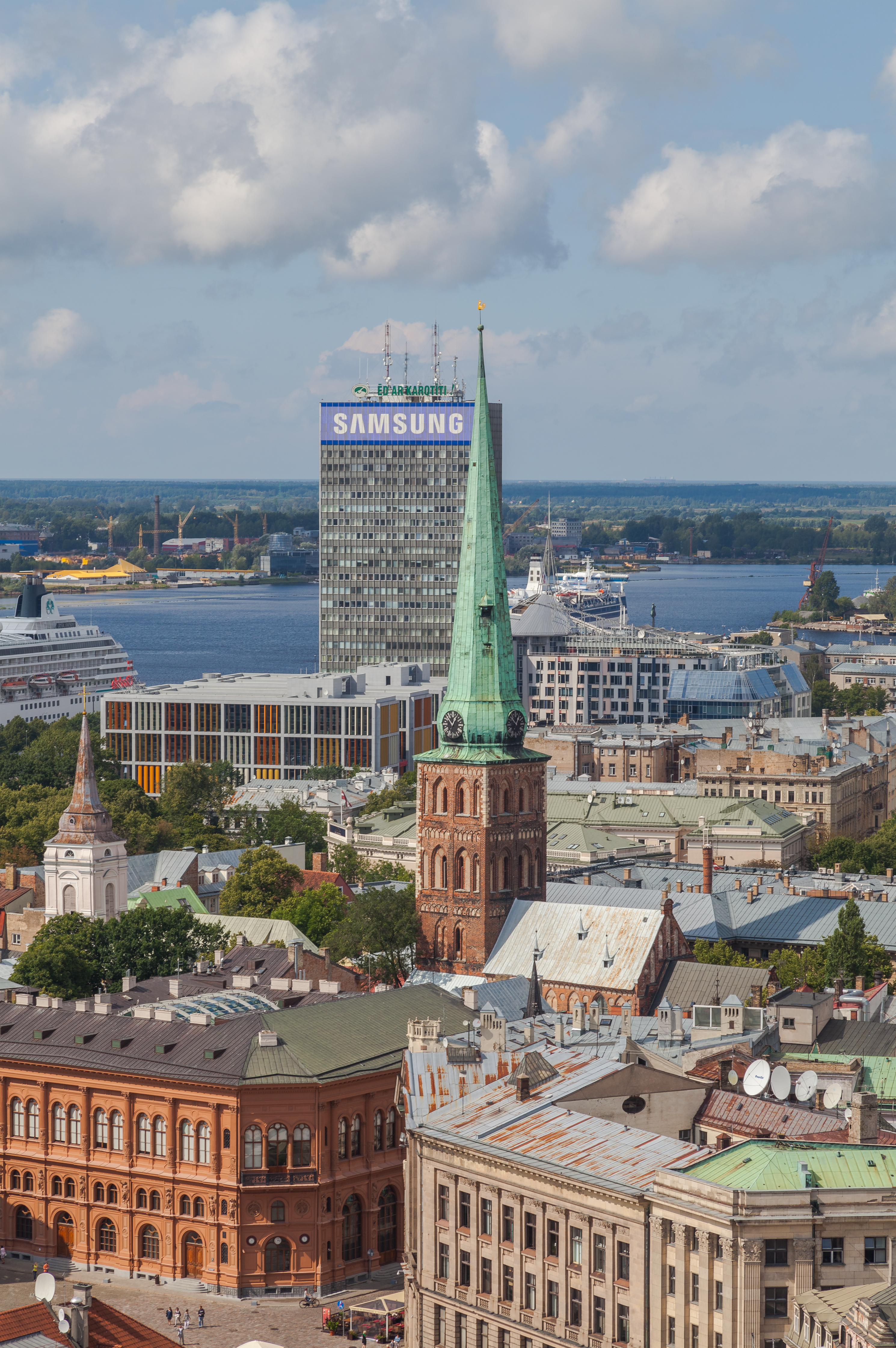
Вид на церкву зі шпиля церкви Святого Петра

## Дивитися також
- Конкордат 1922 року
- Список об'єктів Світової спадщини ЮНЕСКО в Латвії